# Vaulnaveys-le-Bas

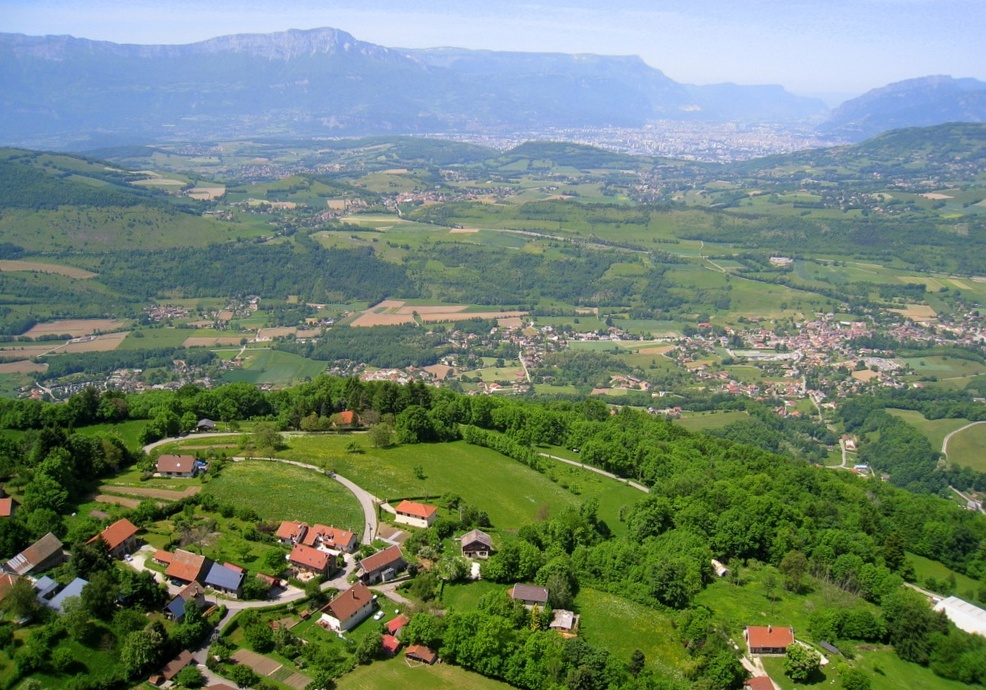
Widok z lotu ptaka na Montchaffrey, gmina Vaulnaveys-le-Bas, 2009

Vaulnaveys-le-Bas – miejscowość i gmina we Francji, w regionie Owernia-Rodan-Alpy, w departamencie Isère.
Według danych na rok 1990 gminę zamieszkiwało 867 osób, a gęstość zaludnienia wynosiła 73 os./km² (wśród 2880 gmin regionu Rodan-Alpy Vaulnaveys-le-Bas plasuje się na 859. miejscu pod względem liczby ludności, natomiast pod względem powierzchni na miejscu 985.).

## Populacja

Populacja Vaulnaveys-le-Bas w latach 1962–2008